# Uroteuthis (Photololigo)
Sous-genre
Uroteuthis (Photololigo) est un sous-genre de calmars.

## Liste des espèces
- Uroteuthis abulati (Adam, 1955)
- Uroteuthis arabica (Ehrenberg, 1831)
- Uroteuthis bengalensis (Jothinayagam, 1987)
- Uroteuthis chinensis (Gray, 1849) - calmar mitre
- Uroteuthis duvauceli (D'Orbigny, 1835 in Férussac and D'Orbigny, 1834-1848)
- Uroteuthis edulis (Hoyle, 1885)
- Uroteuthis noctiluca (Lu, Roper and Tait, 1985)
- Uroteuthis reesi (Voss, 1962)
- Uroteuthis robsoni (Alexeyev, 1992)
- Uroteuthis sibogae (Adam, 1954)
- Uroteuthis singhalensis (Ortmann, 1891)
- Uroteuthis vossi (Nesis, 1982)